# Phylica gracilis
Phylica gracilis är en brakvedsväxtart som först beskrevs av Christian Friedrich Frederik Ecklon och Zeyh., och fick sitt nu gällande namn av David Nathaniel Friedrich Dietrich. Phylica gracilis ingår i släktet Phylica och familjen brakvedsväxter. Inga underarter finns listade i Catalogue of Life.